# GAORA TV チャンピオンシップ
GAORA TV チャンピオンシップ（ガオラ・ティー・ブイ・チャンピオンシップ）は、全日本プロレスが管理、GAORAとPWFが認定している王座。

## 概要
全日本プロレスのシングル戦線活性化を目的として全日本の最高峰である三冠ヘビー級王座に次ぐ位置付けのシングル王座としてGAORAの協力の下で新設された。
日本の男子プロレス界では初となるテレビ中継限定のタイトルとして新設されるため、タイトルマッチはGAORAでのテレビ中継でのみ行われる事が原則となっている。ベルトはGAORAのイメージカラーである赤を基調とした斬新なデザインとなった。
2012年9月8日の後楽園ホール大会で、同王座初代王者決定トーナメント1回戦を開催。参加選手は真田聖也、河野真幸、征矢学、浜亮太、中之上靖文、岡林裕二、本間朋晃、宮本和志。10月7日後楽園ホール大会で準決勝と決勝戦を行い、決勝で中之上を下した真田が初代王者となった。
2014年からGAORAの全日本プロレス中継の改編に伴い、放送のない大会で防衛戦が行われた場合は、次の放映大会の時にダイジェストで放送されるようになった。
2017年に秋山準が第15代王者になってからは、防衛戦毎に「オンリーロールアップルール」（対田中稔戦）、「ワイルドカードルール」（対丸山敦戦）、「ジャケットマッチ」（対佐藤光留戦）と独自のルールを加えるなど、かつての「白GHC」を彷彿とさせる防衛活動を続けていた。
第17代王者のヨシタツは、最初の挑戦者であるTORUと、TORUの地元である大阪で初防衛戦を行ったことから、「天下布武」を標榜し「ご当地レスラー」相手の防衛戦を宣言。また「ちゃんこコントラちゃんこ」（対リッキー・フジ戦）といった風変わりなルールも行っている。
第18代王者の葛西純は、ヨシタツとのTLCマッチで王座を奪い、ブラックめんそーれとのハードコアマッチで初防衛、石川修司とのデスマッチ（全日本プロレス史上初のワンマッチ興行）に敗れ失冠と、選手権試合のすべてをハードコアルールで行った。

## 歴代王者
| 歴代   | 王者               | 戴冠回数 | 防衛回数 | 獲得日         | 獲得場所 備考（対戦相手）                       |
| ------ | ------------------ | -------- | -------- | -------------- | ----------------------------------------------- |
| 初代   | 真田聖也           | 1        | 4        | 2012年10月07日 | 後楽園ホール （中之上靖文）                     |
| 第2代  | レネ・デュプリ     | 1        | 0        | 2013年05月27日 | ニューブランズウィック州シェディアック 王座返上 |
| 第3代  | SUSHI              | 1        | 1        | 2013年11月24日 | ビッグハット （石井慧介）                       |
| 第4代  | 鈴木鼓太郎         | 1        | 4        | 2014年05月17日 | 横浜ラジアントホール                            |
| 第5代  | KENSO              | 1        | 3        | 2014年12月14日 | 後楽園ホール                                    |
| 第6代  | SUSHI              | 2        | 1        | 2015年06月04日 | 後楽園ホール 王座返上                           |
| 第7代  | 中島洋平           | 1        | 3        | 2015年08月16日 | 神戸サンボーホール （ビリーケン・キッド）       |
| 第8代  | 田村和宏           | 1        | 0        | 2016年06月09日 | 伊勢崎市第二市民体育館                          |
| 第9代  | 中島洋平           | 2        | 0        | 2016年06月15日 | 後楽園ホール                                    |
| 第10代 | 南野タケシ         | 1        | 0        | 2016年07月14日 | 後楽園ホール                                    |
| 第11代 | 中島洋平           | 3        | 0        | 2016年08月11日 | 上田創造館                                      |
| 第12代 | ビリーケン・キッド | 1        | 1        | 2016年08月20日 | 神戸サンボーホール                              |
| 第13代 | 中島洋平           | 4        | 1        | 2016年09月19日 | 後楽園ホール                                    |
| 第14代 | 黒潮"イケメン"二郎 | 1        | 0        | 2016年11月27日 | 両国国技館 王座返上                             |
| 第15代 | 秋山準             | 1        | 10       | 2017年03月12日 | 後楽園ホール （KENSO）                          |
| 第16代 | TAJIRI             | 1        | 6        | 2018年07月15日 | 後楽園ホール                                    |
| 第17代 | ヨシタツ           | 1        | 9        | 2019年05月27日 | じゅうろくプラザ                                |
| 第18代 | 葛西純             | 1        | 1        | 2021年01月03日 | 後楽園ホール                                    |
| 第19代 | 石川修司           | 1        | 3        | 2021年03月18日 | 新木場1stRING                                   |
| 第20代 | 入江茂弘           | 1        | 2        | 2021年10月31日 | 後楽園ホール                                    |
| 第21代 | イザナギ           | 1        | 0        | 2022年06月06日 | 新百合トウェンティワンホール                    |
| 第22代 | 歳三               | 1        | 3        | 2022年06月19日 | 大田区総合体育館                                |
| 第23代 | 田中稔             | 1        | 3        | 2023年01月22日 | 後楽園ホール                                    |
| 第24代 | ブラックめんそーれ | 1        | 0        | 2024年01月02日 | 後楽園ホール                                    |
| 第25代 | 立花誠吾           | 1        | 2        | 2024年01月14日 | 後楽園ホール                                    |
| 第26代 | 阿部史典           | 1        | 2        | 2024年06月24日 | 後楽園ホール                                    |
| 第27代 | 立花誠吾           | 2        | 2        | 2024年10月22日 | 後楽園ホール                                    |
| 第28代 | 宮本裕向           | 1        | 4        | 2024年12月8日  | 後楽園ホール                                    |
| 第29代 | 他花師             | 1        | 2        | 2025年6月15日  | KBSホール                                       |

## 主な記録
- 最多戴冠記録：4回
中島洋平（第7・9・11・13代）
- 最多連続防衛：10回
秋山準（第15代）
- 最多通算防衛：10回
秋山準（第15代）
- 最長保持期間：587日
ヨシタツ（第17代）
- 最短保持期間：6日
田村和宏（第8代）
- デビュー最短戴冠記録：4年10ヶ月
黒潮"イケメン"二郎（第14代）
- デビュー最長戴冠記録：28年11ヶ月
田中稔（第23代）
- 最年少戴冠記録：24歳2ヶ月
黒潮"イケメン"二郎（第14代）
- 最年長戴冠記録：50歳1ヶ月
田中稔（第23代）